# Semiothisa cacularia
Semiothisa cacularia là một loài bướm đêm trong họ Geometridae.